# Maryse Hilsz
Maryse Hilsz née Marie-Antoinette Hilsz le 7 mars 1901 à Levallois-Perret et morte le 30 janvier 1946 au Moulin-des-Ponts (Ain) est une militaire et une pionnière de l'aviation française. Elle est morte dans un accident d'avion aux côtés des sous-lieutenants Martin, Rousset et Bétou, alors qu'elle volait de Villacoublay à Marignane avec un Siebel Si 204 du Groupe de liaisons aériennes ministérielles, l'avion s'étant brisé avant de chuter.

## Biographie

### Du parachutisme à l'aviation
Les parents de Maryse Hilsz sont originaires d'Alsace. Née le 7 mars 1901 à Levallois-Perret, elle doit arrêter prématurément ses études à la mort de son père et doit travailler avec sa mère dans un atelier de couture. Elle commence une carrière de modiste mais se passionne surtout pour l'aviation. Elle s'inscrit à un concours de saut en parachute en 1924, alors qu'elle n'est encore jamais montée en avion. Se lançant dans le parachutisme d'exhibition, pour le compte de la Société pour le développement de l'aviation (plus de 112 sauts, dont vingt en double), elle finance ainsi l'obtention de son brevet de pilote, qui lui est officiellement décerné le 21 avril 1930. Contemporaine de Maryse Bastié, elle devient rapidement une aviatrice hors pair. 

### Les records
Femme d'action et dotée d'une forte personnalité, Maryse Hilsz est détentrice de nombreux records de vitesse et de distance en avion, dans les années 1930. Après une tentative infructueuse de relier les capitales européennes, elle décolle le 12 novembre 1931 pour relier Paris à Saïgon seule à bord d'un Moth à moteur Gipsy. Elle atteint l'Indochine le 5 décembre. Elle en repart le 12 décembre mais le trajet retour est semé d’embûches : une rupture de canalisation d'huile l'oblige à se poser le 18 à 50 km de Bouchehr (Iran), puis le 28 son avion capote sur le terrain détrempé de Constantinople et elle rentre en France en bateau.
Le 31 janvier 1932, elle se lance sur un Farman 291 et accompagné du mécanicien Dronne sur le trajet Paris-Madagascar, qu'elle atteint seulement le 31 mars, après avoir été bloquée plus d'un mois à Birni N'Konni au Niger à la suite d'un incident mécanique l'obligeant à changer son moteur. Elle repart le 8 avril, mais le 9 avril 1932, une panne survient mais elle réussit à faire atterrir son appareil sur l'île Juan de Nova. Secourue par l'aviso Antarès de la Marine nationale, elle redécolle 5 jours plus tard, son moteur réparé. Elle atterrit en France le 7 mai.
Le 10 août 1932, après 3 mois d'entraînement, elle bat le record du monde d'altitude féminin à 9 791 m à Villacoublay sur un Morane-Saulnier Jockey. Cette performance lui vaut d'être nommée chevalier de la Légion d'honneur.
Le 1er avril 1933, Maryse Hilsz se lance le défi de relier Paris à Tokyo avec le mécanicien Lemaire sur un Farman 291 baptisé « Joé II ». Elle y parvient en 15 jours après une escale à Hanoï. Le trajet retour est effectué du 23 avril au 14 mai. A son retour, elle se voit offrir par le Ministère de l'air, un Breguet 330 qu'elle baptise « Joé III ». Elle entame alors, début 1934, une nouvelle tournée en Extrême-Orient. Elle décolle le 26 janvier 1934 pour Tokyo mais le 31 janvier son avion est sévèrement endommagé à Alep par une tempête. Maryse Hilsz n'arrive à Tokyo que le 6 mars soit 39 jours après son départ. Elle s'y voit décerner la Grande Médaille d’or de la Société impériale de l'aviation japonaise. Elle quitte le Japon le 20 mars, passant par la Chine et s'arrêtant quelques jours en Indochine. Sur le trajet Saïgon–Paris, elle établit un nouveau record en 5 jours et 10 heures.
Le 11 juin 1935, Maryse Hilsz s'attaque à son propre record d'altitude et atteint 11 265 m sur un Morane-Saulnier 275. En août 1935, sur Breguet 27, elle remporte la première coupe Hélène Boucher, sur Paris-Cannes, en 2 h 29 à la vitesse moyenne de 277 km/h,. L'année suivante elle remporte de nouveau la coupe Hélène Boucher, parcourant le trajet Paris-Cannes en 1 h 52 à la vitesse moyenne de 366,7 km/h sur Caudron Rafale.
S'étant vu ravir en juin 1935 son record d'altitude par l'aviatrice italienne Carina Negrone, Maryse Hilsz porte, le 23 juin 1936, sur un Potez 50 à voilure augmentée, équipé d'un moteur Gnome et Rhône de 900 ch, le record à 14 310 m. Cette performance lui permet de battre par là même le record masculin d'altitude. Le 19 novembre 1936, à Istres, alors qu’elle tente de battre le record de vitesse féminin sur base avec un Caudron C.640 Typhon, elle est éjectée de son siège et sauvée par son parachute,.
Le 19 décembre 1937, elle décolle d’Istres à bord d'un Caudron C.635 Simoun en direction de Bassorah en vue de récupérer le record de distance en ligne droite, détenu par l'Américaine Amelia Earhart. Mais un fort vent de face augmente fortement sa consommation de carburant. Elle change alors d'objectif et le 20 décembre alors qu'elle se pose à Alexandrie, elle décide d'améliorer le record de vitesse sur le trajet Paris-Saïgon détenu depuis décembre 1935 par André Japy. Elle se pose à Saïgon le 23 décembre et ravit le record en effectuant le trajet en 92 h 31. Elle décide de rentrer à Paris encore plus vite, en seulement trois étapes, mais une panne de moteur l'oblige à atterrir dans le désert du Baloutchistan, où elle n'est retrouvée que deux jours plus tard.
Le 30 décembre 1938, elle bat le record de distance sans escale pour un avion de première catégorie, un Caudron Simoun, avec le trajet Istres–Port-Étienne (Mauritanie), soit 3 230 km.

### Liaison avec André Salel
Au début des années 1930, Maryse Hilsz commence une relation passionnée avec un autre pilote d'exception, André Salel. Ils ne se marièrent pas, aucun des deux ne souhaitant mettre un terme à sa carrière, ni connaître une vie paisible et sans risque. 
Son compagnon, alors pilote d’essai chez Farman, meurt dans l’après-midi du 18 juin 1934 avec son mécanicien Roger Robin à Châteaufort, en réalisant le 2e vol d’essai du prototype d’avion de combat Farman F.420 (en). Maryse Hilsz fait ériger une stèle en mémoire du pilote et de son mécanicien à l’endroit même où l’avion s’est écrasé. Celle-ci est inaugurée le 18 juin 1935.

### Première participation à l'Armée de l'air
En 1939, elle est mobilisée avec trois autres pilotes, Maryse Bastié, Claire Roman et Paulette Bray-Bouquet pour convoyer des avions vers le front. Par la suite, avec le décret du 27 mai 1940, qui autorise la création d'un corps féminin de pilotes auxiliaires, elle poursuit les convoyages. Le corps féminin est dissous le 1er septembre de la même année, avec la débâcle de l'armée française.

### De la Résistance à l'Armée de l'air
Durant la guerre, Maryse Hilsz se retrouve à exercer son premier métier ce qui lui est intolérable[pas clair], elle s'engage dans la Résistance en 1941. Lors d'une de ses missions, elle fait un amerrissage forcé du côté d'Arsuz (en) (Turquie).
En octobre 1944, Charles Tillon, ministre de l’Air communiste du premier gouvernement Charles de Gaulle (GPRF), décide de créer le premier corps de pilotes militaires féminins, à l’instar de l’URSS pendant la Seconde Guerre mondiale. De prestigieuses aviatrices sont alors recrutées, dont Maryse Bastié, Élisabeth Boselli, Élisabeth Lion et Anne-Marie Imbrecq. Après un entraînement à Châteauroux, suivi d'un cycle d'étude à Tours, elles sont toutes reçues. L'expérience du recrutement de femmes dans l'Armée de l'air s'arrête toutefois début 1946, en raison du passage de Charles Tillon à un autre poste de ministre et de la mort de Hilsz le 30 janvier 1946.
En tête de liste des femmes pilotes admises dans l’armée de l’air, Maryse Hilsz est nommée sous-lieutenant et affectée au Groupe de liaisons aériennes ministérielles (GLAM). Le 30 janvier 1946, victime du mauvais temps, elle trouve la mort en s'écrasant dans la région de Bourg-en-Bresse à bord de son Siebel 204 du GLAM, avec les sous-lieutenants Martin, Bétou et Rousset : à cause du givrage, ses commandes se sont bloquées et la queue de l’appareil a éclaté. Elle est inhumée au cimetière de Levallois-Perret.

## Records
| Date             | Record |
| ---------------- | --- |
| 9 novembre 1931  | Record de vol longue distance entre Paris-Saïgon-Paris, sur Morane Moth. |
| 10 août 1932     | Record féminin d'altitude, 9 791 m, à Villacoublay. |
| 28 avril 1934    | Record de distance et record de vitesse avec un raid Paris-Tokyo-Paris, 30 000 km, sur Breguet 33 R à moteur Hispano de 650 ch. |
| 17 juin 1934     | Record du monde féminin d'altitude sur Morane, 11 800 mètres, à Villacoublay. |
| mai 1937         | Liaison entre Saïgon et Le Bourget. |
| 23 juin 1936     | Record du monde féminin d'altitude sur avion à hélice : 14 310 mètres, performance jamais égalée depuis par une femme, établie avec un biplan Potez 506 de 770 chevaux de puissance.                                                                     |
| 19 décembre 1936 | Tentative de record du monde féminin de vitesse pure sur Caudron 460 |
| 23 décembre 1937 | Record de vitesse, en reliant Paris à Saïgon en 92 heures, 31 minutes et 30 secondes avec un Caudron – Renault « Simoun » de 220 chevaux, battant le précédent record d'André Japy qui avait mis 6 heures et 21 minutes de plus pour réaliser le trajet. |
| 30 décembre 1938 | Record distance sans escale pour un avion de première catégorie, un Caudron Simoun, en réalisant Istres–Port-Étienne (Mauritanie), soit 3 230 km |

## Distinctions
- Prix Monique Berlioux de l'Académie des sports en 1936 (meilleure performance sportive féminine de l'année).
- Officière de la Légion d'honneur[1] en 1937.
- Médaille de l'Aéronautique à titre posthume[15].
- Grande Médaille d’or de la Société impériale de l'aviation japonaise en 1934

## Hommages

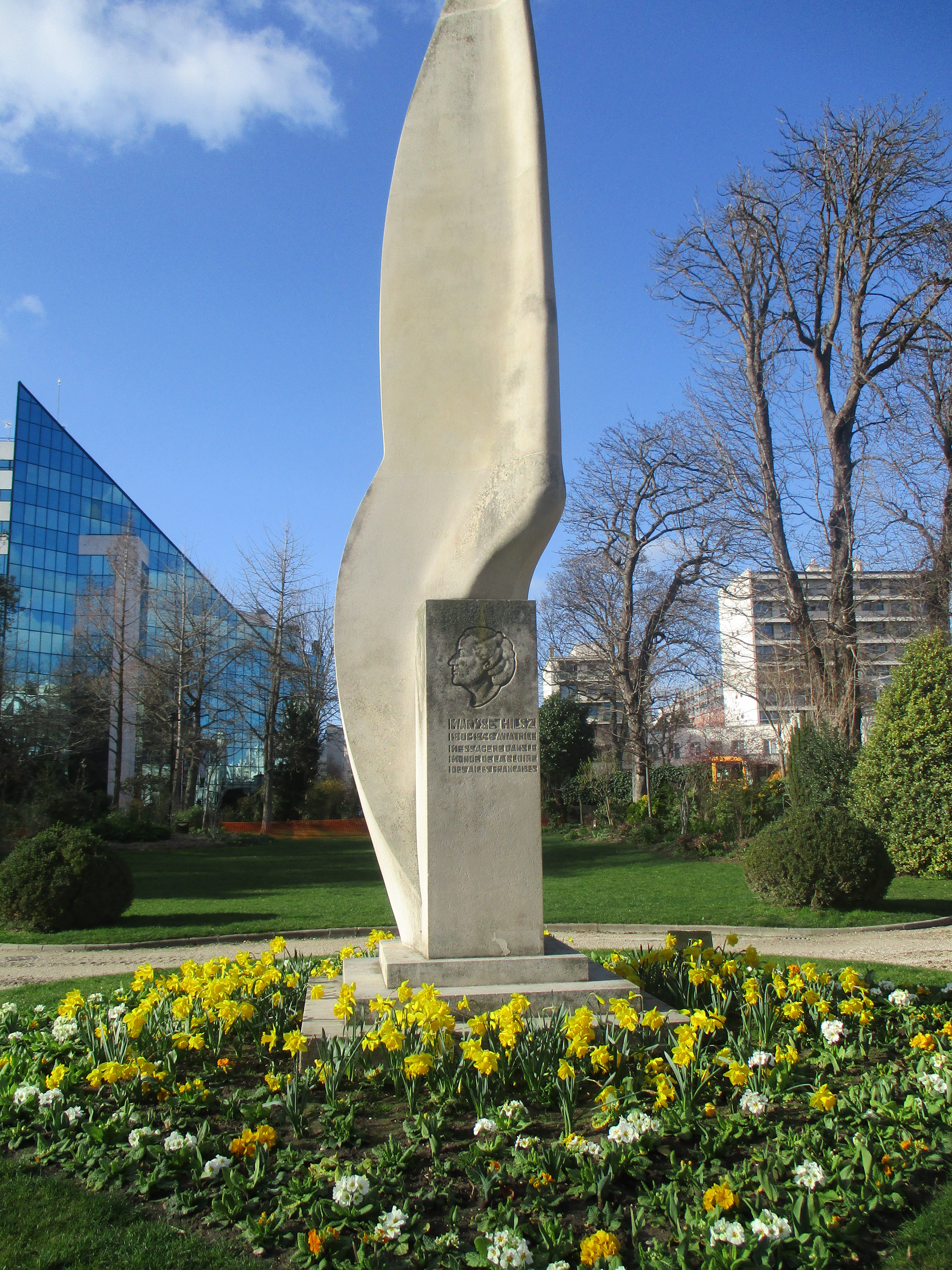
Monument à Maryse Hilsz.

### Établissement public, voirie et monument
- Stade Maryse-Hilsz dans le 20e arrondissement de Paris.
- École élémentaire Maryse-Hilsz dans le 20e arrondissement de Paris.
- Rue Maryse-Hilsz à Blois, Le Grand-Quevilly, Levallois-Perret, Meyzieu, Nancy, Paray-Vieille-Poste, Paris, Le Plessis-Pâté, Rhinau, Rosny-sous-Bois, Rueil-Malmaison, Saint-Médard-en-Jalles, Soisy-sous-Montmorency, Tarbes, Toulouse, Tours, Vélizy-Villacoublay…
- Monument à Levallois-Perret dans le parc de la Planchette représentant une aile d’oiseau pointée vers le ciel, avec l'inscription rappelant que Maryse Hilsz était une « Messagère, dans le monde de la gloire, des ailes françaises ».
- Plaque commémorative sur un bâtiment communal de Bény, où s'est écrasé son Siebel no 27[4].
- Le 27 février 2013, une plaque commémorative est posée sur la stèle érigée en hommage à l’aviateur Marcel Goulette, sur l’île Juan de Nova. L’aviatrice dut se poser en urgence sur la piste d’atterrissage, le 9 avril 1932[16].

### Philatélie
La Poste française a émis un timbre à son effigie et celle d'Hélène Boucher en 1972. Deux autres timbres (en paire) ont été émis en 2012 par les Terres australes et antarctiques françaises à propos de son escale forcée sur l'Île Juan de Nova en 1932, timbres dessinés par Cyril de La Patellière.